# Wałków (gromada)
Wałków – dawna gromada, czyli najmniejsza jednostka podziału terytorialnego Polskiej Rzeczypospolitej Ludowej w latach 1954–1972.
Gromady, z gromadzkimi radami narodowymi (GRN) jako organami władzy najniższego stopnia na wsi, funkcjonowały od reformy reorganizującej administrację wiejską przeprowadzonej jesienią 1954 do momentu ich zniesienia z dniem 1 stycznia 1973, tym samym wypierając organizację gminną w latach 1954–1972.
Gromadę Wałków z siedzibą GRN w Wałkowie utworzono – jako jedną z 8759 gromad na obszarze Polski – w powiecie krotoszyńskim w woj. poznańskim, na mocy uchwały nr 27/54 WRN w Poznaniu z dnia 5 października 1954. W skład jednostki weszły obszary dotychczasowych gromad Borzęcice, Sapieżyn i Wałków ze zniesionej gminy Dobrzyca oraz obszar dotychczasowej gromady Obra Stara ze zniesionej gminy Koźmin w tymże powiecie. Dla gromady ustalono 19 członków gromadzkiej rady narodowej.
Gromadę zniesiono 1 stycznia 1960, a jej obszar włączono do gromady Koźmin w tymże powiecie.